# Rusca (famiglia)

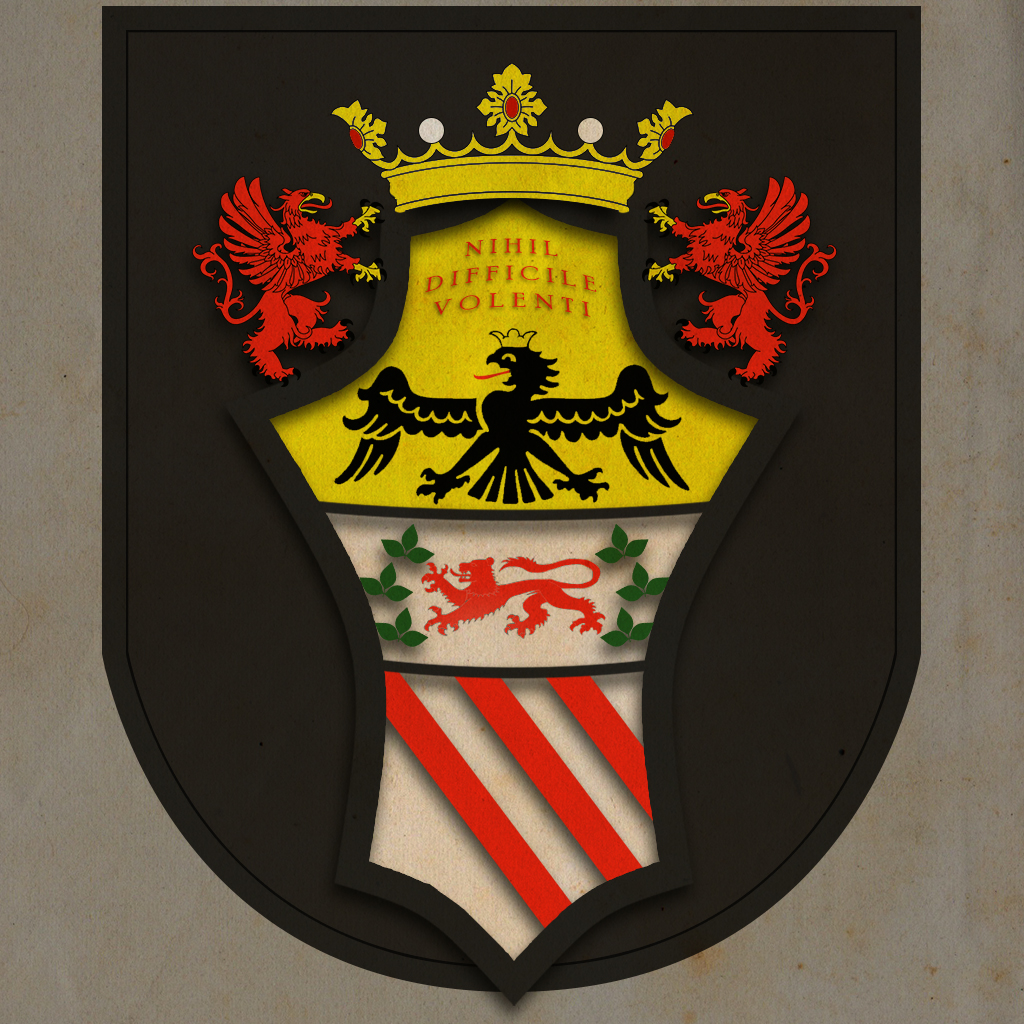
Rivisitazione moderna dello stemma gentilizio delle famiglie Rusca e Rusconi

I Rusca, o Rusconi, sono stati un'antica famiglia della nobiltà di Como, di cui erano originari, e successivamente presenti anche a Milano e, con diverse ramificazioni, a Bellinzona, Lugano e Lucerna, con ruoli sempre di primo piano, in campo politico, ecclesiastico ed artistico. Al casato si deve la costruzione del Castello di Montebello in Bellinzona, oggi patrimonio dell'UNESCO.

## Storia
Tra il 1194 e il 1198 tre esponenti di questa schiatta, Adamo, Loterio e Giovanni, furono eletti consoli della città lariana. In particolare il terzo di essi, Giovanni, si mise in mostra, nel 1196, in occasione di un trattato di pace tra Como e Milano, tanto che di questa città venne nominato podestà nel 1199 e forse, successivamente, ebbe la stessa carica anche a Ferrara.
Negli anni a cavallo tra '200 e '300, durante le contese tra i Della Torre e i Visconti per Milano e l'intera Lombardia, districandosi tra le fazioni e i contendenti, la famiglia Rusca riuscì con successo ad impadronirsi a fasi alterne dei territori di Como, della Valtellina, di Lugano e del Sottoceneri, di Locarno e di Bellinzona, ma alla fine tutti questi tentativi signorili fallirono. 

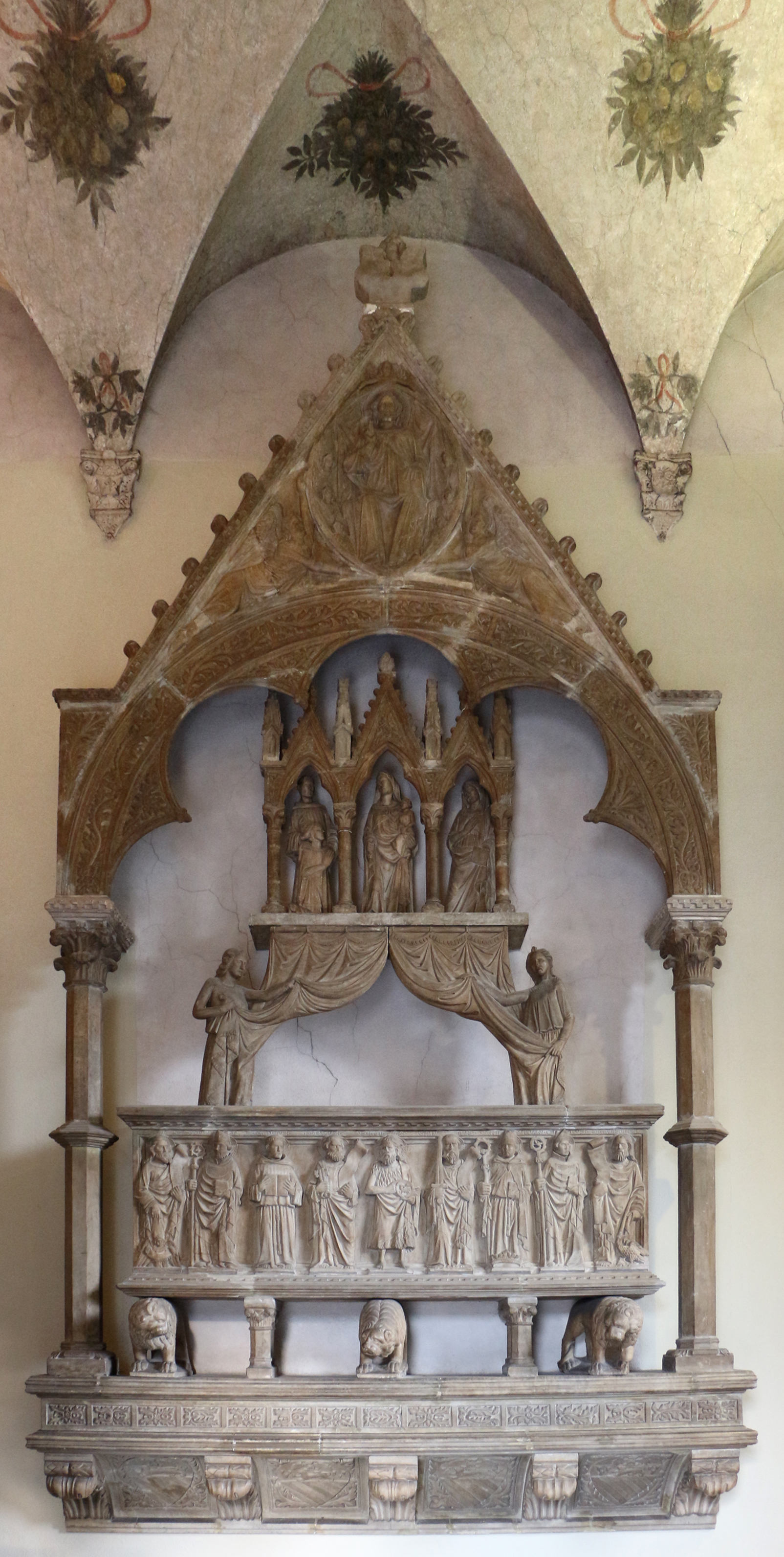
Maestro toscano, mausoleo di Franchino Rusca, da S. Francesco a Como, 1350 ca,

Il membro più celebre della casata fu in quegli anni turbolenti Franchino Rusca, che cercò di crearsi una propria signoria duratura. Franchino in particolare nel 1313 sbaragliò i rivali di sempre, quelli della famiglia Vitani, e divenne Capitano e signore generale del comune e del popolo di Como, governando poi la città per un buon ventennio. Ma già nel 1335 Como cadde in mano  di Azzone Visconti e ai Rusca venne lasciata la sola Bellinzona. Nel 1339 Franchino  mori e infine Bellinzona, dopo un epico assedio con macchine belliche, nel 1340 venne conquistata definitivamente da Luchino e Giovanni Visconti.
Per circa settanta anni, dopo la presa di Bellinzona da parte viscontea, i membri della famiglia Rusca non occuparono un ruolo rilevante, fungendo soprattutto da funzionari e subalterni militari dei Visconti, o rimanendo sparsi a governare i loro feudi nel Sottoceneri.
Alla morte di Gian Galeazzo Visconti il ducato visconteo entrò in crisi, perciò nel 1403 un secondo Franchino Rusca rientrò a Como da Pisa (dove ricopriva la carica di governatore visconteo della città toscana) cercando di approfittare della situazione critica, per imporre la propria signoria sulla sua città d'origine. Ma questo ed altri tentativi fallirono dinanzi all'abilità restauratrice del ducato paterno, da parte di Filippo Maria Visconti. Franchino II e i Rusca quindi furono costretti a ritirarsi inizialmente a Lugano, dando vita per primi alla formazione nel Sottoceneri di una unità politica coerente, la cosiddetta Val Lugano.
Nella prima metà del XV secolo la famiglia Rusca rinunciò definitivamente a Como ed al Sottoceneri, in cambio però venne infeudata dal duca Filippo Maria Visconti di Locarno e di altre terre attorno all'alto Lago Maggiore, con il titolo di conti. Rimasero conti di Locarno sino al 1513, quando vennero estromessi dai confederati Svizzeri. Dopo questa data ai Rusca rimase solo la  Contea di Luino.

## Membri notevoli
- Bernardo: rettore di Como nel 1159.
- Giovanni: console di Como nel 1182 e 1198, podestà di Milano nel 1199.
- Lotario II: console di Como nel 1197 e 1200, podestà della Valtellina (1213) e di Chiavenna (1215).
- Loterio Rusca (?-1291): primo signore di Como per concessione di Ottone Visconti.
- Giovanni Rusconi (?-1412): vescovo di Parma.
- Franchino II Rusca: conte di Lugano (1406-1411) e signore di Como (1408-1412).
- Loterio Rusca (?-1419): podestà di Milano (1356 e 1373), di Piacenza, di Asti, di Vercelli, di Parma, di Verona; succedette al padre come signore di Como (1412); nel 1413 fu creato da Sigismondo di Lussemburgo vicario imperiale di tutto il Comasco.
- Nicolò Rusca (1563-1618): arciprete di Sondrio, ucciso da una fazione di protestanti, proclamato beato nel 2013.
- Pietro Martire Rusca (1615-1674): francescano conventuale, inquisitore di Adria-Rovigo, vescovo di Caorle.
- Carlo Francesco Rusca (1693-1769): pittore.
- Antonio Isidoro Rusca (1757-1846): avvocato e politico, deputato al Gran Consiglio ticinese e alla Dieta federale.
- Giambattista Domenico Rusca (1759-1814): Generale di divisione della Grand Armee di Napoleone.
- Luigi Rusca (1762-1822): architetto.
- Franchino Rusca (1786-1854): militare al servizio di Napoleone, poi membro del Consiglio di Stato.
- Francesco Rusca (1875-1956): deputato al Gran Consiglio ticinese e al Consiglio nazionale.